# ハーヴェイ・ゴールドステイン
ハーヴェイ・ゴールドステイン（Harvey Goldstein、1939年10月30日 – 2020年4月9日）は、おもにマルチレベルモデルの方法論やソフトウェア開発に寄与し、教育評価やスポーツの統計データなどの分野に応用したことで知られたイギリスの統計学者。
ゴールドステインは、長くブリストル大学マルチレベル・モデリング・センターで社会統計学の教授を務めた。1977年から2005年にかけては、ロンドン大学のインスティチュート・オブ・エデュケーションで統計学方法論の教授であった。彼は、マルチレベルの統計モデルに関するモノグラフを執筆した。
1996年には、イギリス学士院のフェローに選出され、1998年には王立統計学会からガイ・メダルの銀メダルを授与された。
ゴールドステインは、2020年4月9日に死去した。死因は2019新型コロナウイルスによる急性呼吸器疾患によるものであったと報じられた。